# Syncerus antiquus
Syncerus antiquus — вимерлий вид оленеподібних (Artiodactyla) ссавців родини бикових (Bovidae) із плейстоцену Африки. Це був один із найбільших видів у своїй родині, потенційно важивши до 2000 кілограмів. Syncerus antiquus вимер наприкінці пізнього плейстоцену приблизно 12 000 років тому або навіть під час голоцену, приблизно 4 000 років тому.